# Демьяненков, Николай Афанасьевич
Николай Афанасьевич Демьяненков (Демяненков) (1830—1907) — генерал от артиллерии, начальник Михайловской артиллерийской академии и училища, член Военного совета Российской империи.

## Биография
Родился 6 (18) ноября 1830 года; сын полковника Афанасия Трофимовича.
Образование начал получать в первой Харьковской гимназии, затем — в Полоцком кадетском корпусе и Дворянском полку
В 1850 году по окончании курса в Дворянском полку, был произведён в корнеты лейб-гвардейского Уланского Его Величества полка, с прикомандированием к офицерским классам артиллерийского училища. По окончании академического курса, прикомандирован к Дворянскому полку репетитором по предмету артиллерии. В 1854 году был утверждён учителем артиллерии. В 1857 году прикомандирован к Михайловскому артиллерийскому училищу преподавателем артиллерии. В 1858 году переведён поручиком в гвардейскую конную артиллерию с оставлением при училище.
В 1861 году он был утверждён адъюнкт-профессором артиллерии Михайловской артиллерийской академии. В 1862 году на год былкомандирован за границу для учёных занятий по части артиллерии. После возвращения, в 1863 году был назначен членом конференции академии и прикомандирован ко 2-му военному Константиновскому училищу помощником инспектора классов, с оставлением при академии в должности адъюнкт-профессора. В 1865 году произведён в полковники, переведён в Михайловскую артиллерийскую академию адъюнкт-профессором и назначен совещательным членом артиллерийского комитета.
В 1867 году назначен членом Главного комитета по устройству и образованию войск; в том же году был назначен инспектором классов Михайловской артиллерийской академии и училища и утверждён профессором этой академии по артиллерии.
В 1868 году был командирован на опыты во Фридрихсгам. В 1869 году был направлен в Киев для участия в обсуждении вопроса о расширении Киевской крепости. В 1873 году командирован в Вену на всемирную выставку и произведён в генерал-майоры со старшинством на основании манифеста 1862 года. В 1874 году командирован в полевую поездку в Царство Польское. В 1878 году командирован для осмотра крепостей Керчи и Николаева. За выслугу 25 лет учебной службы получил пенсию в размере 1500 руб. в год. В 1878 году был утверждён в звании заслуженного профессора.
В 1881 году был назначен начальником Михайловской артиллерийской академии и училища, с оставлением в занимаемых им должностях. В 1885 году произведён в генерал-лейтенанты. В 1889 году по Высочайшему повелению назначен членом распорядительной комиссии по перевооружению армии. В 1890 году переименован в заслуженные ординарные профессора, и назначен по приказанию военного министра председателем комиссии по вооружению крепостей, членом которой состоял с 1868 года.
В 1891 году за выслугу третьего пятилетия сверх 25 лет учебной службы, Николай Афанасьевич Демьяненков получил прибавку к пенсии по 300 рублей в год и был отчислен от должности ординарного профессора, в том же году ему пожалована аренда 1,500 рублей в год на шесть лет.
Будучи известным учёным артиллеристом, Демьяненков удостоился быть избранным для преподавания артиллерии многим Высочайшим Особам. Первым высокопоставленным учеником его был Наследник Цесаревич Александр Александрович (впоследствии император Александр III), а затем братья Его, великие князья Владимир,. Сергей и Павел Александровичи. Демьяненков также преподавал в  артиллерию и императору Николаю II и великому князю Михаилу Александровичу. Как член Военного совета Демьяненков неоднократно принимал участие во многих комиссиях по различным вопросам (в том числе, в следственной комиссии по сдаче японцам Порт-Артура).
Умер 31 мая (13 июня) 1907 года в Санкт-Петербурге. Похоронен в Исидоровской церкви Александро-Невской лавры.

## Награды
российские
- орден Св. Станислава 3-й ст. (1859)
- орден Св. Станислава 2-й ст. (1864; императорская корона к ордену — 1866)
- орден Св. Владимира 4-й ст. (1864)
- орден Св. Владимира 3-й ст. (1870)
- орден Св. Станислава 1-й ст. (1876)
- орден Св. Анны 1-й ст. (1879)
- орден Св. Владимира 2-й ст. (1882)
- орден Белого орла (1888)
- орден Св. Александра Невского (1895; бриллиантовые знаки — 1900)
- орден Св. Владимира 1-й ст. (1904)

иностранные
- черногорский орден князя Даниила I 1-й ст. (1895)
- сербский орден Такова 1-й ст. (1897)
- ордена Звезды Румынии большой крест (1899)
- болгарский орден Св. Александр 1-й ст. (1900)